# Мещеряковское сельское поселение (Ростовская область)
Мещеряковское сельское поселение — муниципальное образование в Верхнедонском районе Ростовской области. 
Административный центр поселения — хутор Мещеряковский.

## История
Мещеряковское сельское поселение включает в себя несколько хуторов. Первые из них стали образовываться ещё в 1600-е годы. Со временем численность людей и площадь территории увеличилась. Основным промыслом было рыболовство, также свое развитие получило бондарное дело. Основными строительными материалами для создания жилых домов на территории поселения были деревья, глина и известняк.
В 1961 году произошло объединение небольших колхозов в один крупный, общая площадь которого составила 1,300 гектар. Река Дон разделяла территорию этого колхоза на две части. Основным направлением работы совхоза было производство сельскохозяйственной продукции. Был построен завод и стала работать мельница. Административное здание Мещерянского сельского поселения расположено на территории хутора Мещеряковский по улице Плешакова, 3. На территории поселка расположен дом культуры, стадион, торговый центр и спортивный комплекс, построен мемориал погибшим воинам в Великой Отечественной войне.
Мещеряковское сельское поселение входит в состав одного из десяти сельских поселений Верхнедонского района Ростовской области.

## Административное устройство
В состав Мещеряковского сельского поселения входят:
- хутор Мещеряковский,
- хутор Батальщиковский,
- хутор Громчанский,
- хутор Коноваловский,
- хутор Мрыховский,
- хутор Нижнетиховский.

### Упразднённые населённые пункты
- хутор Провальский — исключен из учётных данных в 2000-е годы.

## Население
| 2010  | 2012  | 2013  | 2014  | 2015  | 2016  | 2017  |
| ----- | ----- | ----- | ----- | ----- | ----- | ----- |
| 1787  | ↘1727 | ↘1698 | ↘1658 | ↘1618 | ↘1584 | ↘1576 |
| 2018  | 2019  | 2020  | 2021  |       |       |       |
| ↘1558 | ↘1522 | ↘1492 | ↘1471 |       |       |       |